# 828宾馆
828宾馆，位于江西省南昌市市区以南30公里的银三角收费站附近，于1969年8月28日建成，故名“828”。
文化大革命期间，中国共产党主席毛泽东曾先后四次再此下榻。其中1971年的南巡中，在828宾馆1号楼召集南京军区负责人兼江苏省委第一书记许世友、福州军区负责人兼福建省委第一书记韩先楚、江西省委第一书记程世清等人进行了谈话。文革结束后，这里常常成为党和国家领导人视察江西时的驻地。
原宾馆大部分范围已改建为高尔夫球场。南昌市方面于2013年对1号楼进行了修缮，并辟为毛泽东故居。

## 逸闻
上世纪70年代，缅甸共产党领导人德钦巴登顶亦曾在828宾馆居住、疗养。